# Salka abbotta
Salka abbotta är en insektsart som beskrevs av Fernando Chiang och Knight 1990. Salka abbotta ingår i släktet Salka och familjen dvärgstritar.
Artens utbredningsområde är Taiwan. Inga underarter finns listade i Catalogue of Life.